# Portret Filipa Dobrega (van der Weyden)
Portret Filipa Dobrega je izgubljeno olje na lesenih tablah zgodnjega nizozemskega slikarja Rogierja van der Weydna, datirano različno od sredine 1440. do nekje po letu 1450.
Obstaja več različic in kopij izgubljenega izvirnika, tudi v Lillu, Antwerpnu, Londonu in Parizu, ki jih večinoma pripisujejo njegovi delavnici. Najkakovostnejša različica je v Musée des Beaux-Arts v Dijonu. Izvirnik je bil morda naročen kot polovica zakonskega diptiha; glede na njegovo starost na sliki lahko domnevamo, da bi bila ob portretu njegova tretja žena Izabela Portugalska. Van der Weyden je Filipa že upodobil v miniaturi okoli leta 1447 Jean Wauquelin predstavi svojo 'Chroniques de Hainaut' Filipu Dobrem.
Filip Dobri je bil vojvoda Burgundije od leta 1419 do svoje smrti leta 1467 in je van der Weydna imenoval za svojega uradnega dvornega slikarja. Na sliki je star približno 50 let v tričetrtinskem profilu. Kot je bila van der Weydnova navada, je bil portretirančev obraz podolgovat, čeprav je močno pitje že takrat vplivalo na njegove lastnosti, kar je bilo vidno na njegovem portretu v rokopisu Recueil d'Arras.  Oblečen je v črno haljo in črn šaperon ter okrašen z ovratnico iz elementov v obliki črke 'B', ki predstavlja vojvodstvo Burgundije in se konča z znakom Reda zlatega runa . V združenih rokah drži zložen papir, ki ga je umetnik zelo podrobno opisal.
Glede na njegovo postavo je malo verjetno, da bi Filip umetniku poziral, morda se ravno zaradi tega portret zdi zelo idealiziran, čeprav je njegova dvojna brada še vedno izrazita. Umetnostni zgodovinar Lorne Campbell ugotavlja, da so »Nizozemci pričakovali, da bodo slike neverjetno naturalistične, vendar ... resničnost ni bila njihov končni ali prevladujoči cilj«. [9] Britanska kraljevska zbirka opisuje svojo različico kot »stilizirano, brez čustev in idealizirano podobo vladarja«.
Portret je služil kot osnova za številne poznejše upodobitve Filipa, čeprav se vsi niso držali idealiziranega pogleda Van der Weydna, še posebej od 17. stoletja je bil prikazan kot debelejši, skladen s sodobnimi pisnimi opisi.
- Portret  Filipa Dobrega, Gemäldegalerie, Berlin. Nedatiran, a zdi se, da je bil Filip vsaj 10 let mlajši
- Jean Wauquelin predstavi svojo 'Chroniques de Hainaut' Filipu Dobrem